# دين ماكدونالد
دين ماكدونالد (بالإنجليزية: Dane McDonald)‏ هو لاعب دوري الرغبي أسترالي، ولد في 14 يوليو 1987 في أستراليا.